# Сага об Эгиле
«Са́га об Э́гиле» (исл. Egils saga зв.о файле) — исландская сага XIII века, авторство которой иногда приписывается Снорри Стурлусону. Одна из самых известных «саг об исландцах» — саг, в которых рассказывается о жизни исландцев, их истории и взаимоотношениях их родов в «век саг» (X и XI века). Предполагается, что сага была записана между 1220 и 1240 годами. Сага рассказывает о жизни скальда Эгиля Скаллагримссона.
Действие саги начинается около 850 года и охватывает жизнь нескольких поколений, заканчиваясь около 1000 года. Сначала рассказывается о родоначальнике Ульве и его сыновьях, Торольве, викинге, участнике походов, и Гриме Лысом (Скаллагриме), отце Эгиля. Ульв рано ложился спать, из-за чего считался оборотнем и был прозван Квельдульвом (Вечерним Волком). После гибели в сражении Торольва, находившегося в конфликте с конунгом Харальдом, Квельдульв и Скаллагрим вынуждены были бежать в Исландию. Скаллагрим поселяется в Борге и становится крупным землевладельцем, там растут его сыновья Торольв и Эгиль, а также дочери Сеунн и Торунн.
Далее сага рассказывает о детстве Эгиля, который постоянно является нарушителем порядка. Он совершает первое убийство в возрасте семи лет. Впоследствии он совершает путешествия в Англию и Скандинавию, при этом ссорится с конунгом Эйриком. Затем рассказывается о его сыне Торстейне и детях последнего. Сага описывает всю жизнь Эгиля от рождения до смерти. Процитировано множество стихов самого Эгиля.
Эгиль показан в саге как крайне неоднозначная фигура. Это подчёркнуто амбивалентностью его рода, в котором мужчины рождаются либо красивыми (Торольв-старший, Торольв-младший), либо уродливыми (Скаллагрим, Эгиль). Кроме того, его дед был оборотнем, что подчёркивает подверженность внезапным и резким переменам настроения. Семья не подчинилась конунгам, но и не выступила открыто против них.
В 1956 году вышел русский перевод саги, выполненный С. С. Масловой-Лашанской и В. В. Кошкиным (стихи в переводе А. И. Корсуна).
По мотивам саги написана песня в исполнении Faun — Egil Saga